# Белоусов, Иван Емельянович
Ива́н Емелья́нович Белоу́сов (1933—2000) — советский и российский поэт, журналист и партийный деятель. Заслуженный работник культуры РСФСР (1983), член Союза писателей СССР (1967).

## Биография
Родился 2 января 1933 года в селе Нижнее Бабино Обоянского района Центрально-Чернозёмной области (ныне в Курской области) в крестьянской семье.
В годы Великой Отечественной войны находился на занятой немцами территории. В 1945 году с фронта вернулся отец, который в 1950 году предложил семье переехать на Сахалин. Здесь Иван начал трудовую деятельность молотобойцем на лесозаготовительном участке «Высокое» Анивского леспромхоза. В 1951 году поступил в Сахалинское мореходное училище. По окончании училища, в 1957 году он был приглашён в областную комсомольскую газету «Молодая гвардия», где работал литературным сотрудником, заведующим отделом, ответственным секретарём, заместителем редактора и редактором (с 20 декабря 1961 года исполнял обязанности, с 18 января до 25 августа 1962 — на должности).
В конце августа 1962 года был направлен на работу редактором художественной и детской литературы Сахалинского книжного издательства. В марте 1964 года перешёл на партийную работу в аппарат Сахалинского обкома КПСС, где трудился инструктором, заведующим сектором печати, радио и телевидения, помощником первого секретаря обкома партии. Без отрыва от работы окончил Центральную комсомольскую школу (ныне Московский гуманитарный университет), а затем филологический факультет Южно-Сахалинского государственного педагогического института (ныне Сахалинский государственный университет). Одновременно руководил областным литературным объединением, принимал участие в работе первого Учредительного съезда Союза писателей РСФСР.
18 июля 1967 года была создана Сахалинская писательская организация, ответственным секретарем которой стал Иван Белоусов, возглавлявший её в течение двадцати лет. В 1988 году переехал в Ставрополь, где продолжил творческую деятельность и с 1991 по 1996 год был председателем Ставропольского краевого отделения Союза писателей России.
За время своей писательской деятельности И. Е. Белоусов написал много книг и стихотоворных сборников, в числе которых: «Березовый ливень» (1968), «Небо России» (1969), «Сахалинские свадьбы» (1972), «Острова на горизонте» (1973), «Мужество» (1975), «Магистраль» (1977), «Далекие причалы» (1979). В Ставрополе вышла последняя его книга — «Берег России» (1996). 
Умер 24 апреля 2000 года в Ставрополе. Был похоронен на Игнатьевском кладбище города.

## Творчество
Публиковался в журналах «Дальний Восток», сборниках «Сахалин» и др. Многие стихотворения положены на музыку («Земля родная – Сахалин!», «Город Южный», «Молодые капитаны», «Море зовёт» и др.). Один из авторов книги «Область на островах» (1970, переиздания 1974, 1979). В книге «Голоса островного края» (1977) рассказал о зарождении и развитии литературной жизни в Сахалинской области. Входил в состав редакционных коллегий журнала «Дальний Восток» (1978-88) и различных литературных изданий Дальнего Востока.

### Статьи
- И. Белоусов. Утренние острова (о поэте А. К. Мандрике) // Советский Сахалин. — 1963. — 3 августа (№ 184). — С. 4.

### Песни
В содружестве с композитором В. Наумовым, а также В. Агафонниковым, М. Чумаковым и др. на его стихи создано более 60 песен, некоторые из которых были записаны на грампластинки.
- Бежит река издалека (музыка В. Наумова)
- Весной тревожны ожиданья (музыка В. Наумова)
- Возвратился любимый из плаванья (музыка В. Наумова)
- Всегда в строю солдат (музыка В. Наумова)
- Гимн линейных казаков (музыка В. Чернявского)
- Город Южный (музыка В. Агафонникова)
- Город юности моей (музыка Л. Никчемного)
- Далёкий край (музыка Ф. Сундеева)
- Душа поёт (музыка В. Наумова)
- Дорога века (музыка В. Наумова)
- Душа поёт (музыка В. Наумова)
- Земля родная, Сахалин (музыка М. Чумакова)
- Здесь начало России (музыка В. Наумова)
- Курильчаночка (музыка В. Наумова)
- Ленин — наше знамя (музыка В. Наумова)
- Ленинский комсомол (музыка В. Наумова)
- Льдинка-холодиночка (музыка В. Наумова)
- Любовь неразделённая (музыка В. Наумова)
- Меридианы (музыка В. Наумова)
- Моё Краснополье (музыка В. Наумова)
- Мой Сахалин (музыка В. Наумова)
- Молодые капитаны (музыка Л. Никчемного)
- Море зовёт (музыка М. Чумакова)
- Мы — орлята России (музыка В. Наумова)
- На границе тишина (музыка В. Наумова)
- На земле моей (музыка В. Наумова)
- Не бойтесь тревоги (музыка В. Наумова)
- Не ходил бы к Вареньке (музыка В. Наумова)
- Новогодняя сахалинская (музыка В. Наумова)
- Огни вечерние (музыка В. Наумова)
- Отзовись (музыка В. Наумова)
- Песня о Южно-Сахалинске (музыка Г. Подэлького)
- Полюбила я парнишку русого (музыка В. Наумова)
- Приезжай (музыка В. Наумова)
- Расскажи, рябина (музыка В. Наумова)
- Родной Углегорск (музыка В. Наумова)
- Родные берега (музыка Л. Никчемного)
- Россия — заря моя вешняя (музыка В. Наумова)
- Рябина (музыка В. Наумова)
- Сахалинка (музыка В. Наумова)
- Сахалиночка (музыка М. Гольдштейна)
- Сахалинская весна (музыка Л. Никчемного)
- Сахалинская метелица (музыка В. Наумова)
- Сахалинский вечер (музыка М. Гольдштейна)
- Сахалинский вечер (музыка П. Чагая)
- Степная казачья песня	(музыка В. Чернявского)
- Тревожная любовь (музыка М. Чумакова)
- Ты, метелица, мети (музыка В. Наумова)
- У нас земля таёжная (музыка В. Наумова)
- У нас походка флотская (музыка В. Наумова)
- У нас уже утро (музыка В. Наумова)
- Улыбнись мне, синеглазая (музыка Л. Никчемного)
- Уходят в море рыбаки (музыка А. Лаздыня)
- Холмская молодёжная (музыка Ю. Сысоева)
- Чайка моя (музыка В. Наумова)
- Чем тебя я порадую (музыка В. Наумова)
- Что за край (музыка В. Наумова)
- Шагай, солдат (музыка В. Наумова)[5]
- Юность окрылённая (музыка И. Линицкого)
- Я вернусь (музыка В. Наумова)[6]

## Почётные звания и награды
- Заслуженный работник культуры РСФСР (08.07.1983)
- орден Трудового Красного Знамени
- медали